# Aphis acanthopanaci
Aphis acanthopanaci är en insektsart som beskrevs av Matsumura 1917. Aphis acanthopanaci ingår i släktet Aphis och familjen långrörsbladlöss. Inga underarter finns listade i Catalogue of Life.